# 1747 w muzyce
Wydarzenia muzyczne w 1747 roku.

## Wydarzenia
- W Berlinie Johann Sebastian Bach i Fryderyk II Wielki wspólnie koncertowali

## Urodzili się
- 31 marca – Johann Abraham Peter Schulz, niemiecki kompozytor i dyrygent (zm. 1800)
- 26 czerwca – Leopold Koželuh, czeski kompozytor (zm. 1818)

## Zmarli
- 19 czerwca – Alessandro Marcello, włoski kompozytor okresu baroku (ur. 1673)
- 9 lipca – Giovanni Battista Bononcini, włoski kompozytor późnego baroku (ur. 1670)

## Dzieła
- Georg Friedrich Händel Juda Machabeusz (oratorium)
- Georg Friedrich Händel concerti per corno (3 koncerty na róg)
- Gregor Joseph Werner Der Verlorene Sohn (oratorium)
- Antoine Forqueray Pièces de viole